# UFC Fight Night: Silva vs. Irvin
UFC Fight Night: Silva vs. Irvin foi um evento de artes marciais mistas promovido pelo Ultimate Fighting Championship, ocorrido em 19 de julho de 2008 no Palms Casino Resort em Paradise, Nevada. 

## Bônus da Noite
- Luta da Noite:  Hermes França vs.  Frankie Edgar
- Nocaute da Noite:  Rory Markham
- Finalização da Noite:  CB Dolloway